# رزباد (میزوری)
رزباد (به انگلیسی: Rosebud) یک شهر در ایالات متحده آمریکا است که در شهرستان گاسکوناد، میزوری واقع شده‌است. رزباد ۲٫۲۵ کیلومتر مربع مساحت و ۴۰۹ نفر جمعیت دارد و ۲۷۳ متر بالاتر از سطح دریا واقع شده‌است.